# Silnik samozapłonowy

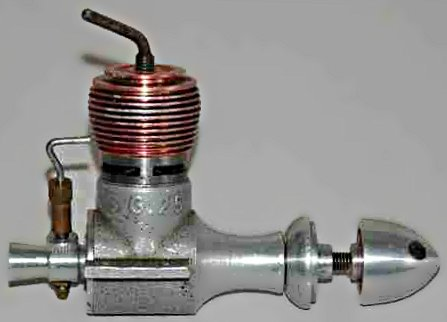
Polski samozapłonowy silnik modelarski Jaskółka 1 konstrukcji St.Górskiego.

Silnik samozapłonowy (Silnik o zapłonie samoczynnym) jest silnikiem cieplnym spalinowym o spalaniu wewnętrznym, w którym spalanie wywoływane jest przekroczeniem ciśnienia krytycznego, w którym następuje samozapłon paliwa ciekłego. Podczas rozruchu silników tego typu zapłon może być wspomagany dodatkowo innymi metodami, np. świecą żarową.
1. W silniku Diesla (wysokoprężnym) paliwem jest olej napędowy lub olej opałowy nazywany też pozostałościowym powszechnie używany w silnikach okrętowych napędu głównego.
2. W silniku modelarskim paliwem jest mieszanina eteru dietylowego, nafty i oleju rycynowego.